# Gaspé

Gaspé é uma cidade localizada no nordeste da província canadense de Quebec. Possui cerca de 14 mil habitantes.
A região onde a cidade está atualmente localizada foi o local onde o primeiro europeu, o francês Jacques Cartier, pisou em terras canadenses, e  oficialmente tomou posse das terras descobertas, ao nome do Rei Francisco I de França.

## História
Em 24 de julho de 1534, em sua primeira viagem para as Américas, o navegador francês Jacques Cartier se refugia na baía de Gaspé e ergue ali uma cruz para indicar a tomada do território em nome do rei da França, François I (Francisco I de França) . É por esta razão que é atribuído à Gaspé o título de "Berço da América Francesa". Foi nesse lugar que Cartier encontrou o chefe indígena iroquês, Dannacona, junto com mais de 150 Iroqueses, em viagem de pesca, como o faziam a cada verão.